# ブロクシード
『ブロクシード』（BLOXEED）は1989年12月にセガ・エンタープライゼスが発売した業務用ビデオゲーム。同社が発売した落ち物パズル『テトリス』の続編で、5種類のパワーアップアイテムと対戦モードを導入している。
日本ではセガのシステム基板「システム18」用ソフトの第2弾として発売され、日本国外では「Cボード」基板で動作するバージョンが発売された。

## ルール
基本ルールは『テトリス』と同様。操作は4方向ジョイスティック、1ボタン（ブロック回転）で操作を行う。画面上部から7種のブロックが一つずつ落ちてきて、これをレバーで動かし、ボタンで90度ずつ回転させて、なるべく隙間を作らないようにブロックを積んでいく。横1ラインを隙間なく詰めれば、そのラインを消すことができる。うまく積んでいかないと画面上のブロックが上まで積み重なっていっぱいになり、次のブロックが出現出来なくなってしまうとゲームオーバーになる。
『テトリス』と異なる点は以下の通り。
- 1人用のノーマル・モードの他に、2人で戦える対戦モードがある[6]。
- 一定時間が経過するとブロックが1段せり上がる（ノーマルモードのみ）[6]。ゲーム画面の右にあるゲージは、あとどれぐらいでブロックがせり上がるかを表している[6]。後述する「パワーブロック」を消去すればこのゲージをリセットすることができる。
- ときどきブロックの中に文字が書いてある5種の「パワーブロック」が追加。文字のあるラインを消せば、種類に対応した「パワーブロック」の効果を発動させることができる[5]。
- 落下速度の上昇ペースが上がった。普通にプレイしているだけでもすぐに最高速度に到達する。

## ゲームモード
- ノーマル・モード

1人〜2人同時プレイが出来るモード。
- 対戦モード

2人で対戦するモード。どちらかのプレイヤーが先に自分のフィールドの上までブロックを積み上げ、次のブロックが出現できなくなってしまうと敗北。一方のプレイヤーが2ライン以上消すと、消したラインが相手プレイヤー側のフィールドにそのまま転送される。その時、送られた側の落下中テトリミノは画面外に飛んでいく。

## パワーブロック
落ちてくるブロック（テトリミノ）にパワーブロックと呼ばれる文字・数字が書かれたブロックがまれに登場する。パワーブロックの列を消すと、5000点を獲得し以下のような効果が得られる。一つのアイテムを使用すると他の文字ブロックの文字が消滅するため、アイテムをためることはできない。
F（Flicky）
最上部から1マス分の青いブロックを持ったフリッキー（『フリッキー』の主人公である青いアヒル）が下がってくる。レバーでフリッキーを左右に操作し、回転ボタンを押すとブロックが真下に発射することができる。これを利用して穴を埋めてライン消去も可能。徐々に下に下がっていき、地面やブロックの上に着地すると消滅する。
S（SHOT、海外版ではSatellite)
レバー左右で、『SDI』の自機である人工衛星を操作し、回転ボタンを押すと弾が真下に発射され、真下にあるブロックを1マスずつ消去する。1マス消去すると10点、全てのブロックを消すと、（レベル+1）×2000点のボーナス点が入る。
B（Bomb）
爆弾が落ちてくる。地面やブロックの上に着地すると爆発し、周辺のブロックを消去する。全てのブロックを消去できてもボーナス点は入らない。
16（16Ton）
『ファンタジーゾーン』の武器アイテムとして登場した、16tと書かれたおもりが落ちてくる。地面やブロックの上に着地すると、そこから下にある全てのブロックを消去して横幅3マス分の縦穴が掘れる。全てのブロックを消去できてもボーナス点は入らない。
4（4Lines）
積まれているブロックの最上段から1段おきに4ライン消去する。4ライン消去するには7段以上積まれている必要があり、7段未満の場合は消去されるライン数も減少する。

## 移植作品
PlayStation 2版『テトリスコレクション』
2006年9月28日発売のセガエイジス2500シリーズVol.28『テトリスコレクション』に初の家庭用移植版が収録された。最新バージョンの『テトリス:ニューセンチュリー』に加え、アーケード版の『テトリス』、『フラッシュポイント』、『ブロクシード』といったテトリス系落ち物パズルゲームが収録されている。
『ブロクシード』はシステム18版に加え、日本国外向けのCボード版と、システム基板「システム16」への移植版も同時収録されている。

## その他
1996年に発売されヒットした、テトリスタイプのブロックゲームを内包した小型の液晶ゲーム機には、本作ブロクシードで使われていたアイテム要素や、同社の『フラッシュポイント』の点滅するブロックを消してステージクリアなどの仕様が使われていた。
- テトリン55
- ミニ・テトリン
- テトリスJr.